# ダイアン吉日
ダイアン吉日（ダイアン きちじつ）は、イギリス・リヴァプール出身の落語家。高座名の「ダイアン吉日」は大安吉日に由来する。バルーン・アーティストとしても活躍するなど多彩な才能を持つ大道芸人でもある。関西演芸協会会員。現在はどこのプロダクションにも所属せず、フリーで活動を行っている。
大阪市在住。未婚。ベジタリアン。

## 経歴
ロンドンでグラフィックデザイナーとして働いた後、アルバイトで生計を立てながら、2年間で世界20カ国以上をバックパッカーとして放浪中、ニュージーランドでのルームメイトが大阪府在住だったことから、1990年に来日。友人宅で居候をしながら日本語を学習するなか、日本の文化、とくに着物に魅せられる。
英語落語の先駆者である桂枝雀に英語を教えていた友人から、「桂枝雀氏が今度の落語会で外国人のお茶子を探しているがやってみないか？」と誘われ、1996年に枝雀の落語会にお茶子として出る機会を得る。この時、枝雀の英語落語を聴いたのをきっかけに、1998年より本格的に落語の勉強を始める。
その後、外国人にも日本人にもわかりやすいように工夫をこらした英語での創作落語、古典落語、日本語での創作落語、古典落語も口演する。現在は手話の勉強にも意欲的に取り組み、手話落語も演じている。
また、ツイスト・バルーンを扱う大道芸人としても活躍中。英語と講演を組み合わせた講演会も行うなど講演活動の幅を広げている。
自ら着付けをこなし、華道は三先流師範、茶道、陶芸を嗜む。
2011年に、自らが登録していたフリーメールのパスワードを乗っ取られ、アドレス帳に登録していた知人約1,000人に対し、「マドリードで強盗に襲われ、お金が無いので出国できない」などと金銭を要求するメールが次々に送信されていることが発覚した。
『日本と海外の文化の懸け橋となる国際的な活動を高く評価』され、2013年6月に第9回中曽根康弘賞（世界平和研究所主催）を受賞した。

## レギュラー番組

### テレビ
- ゆうドキッ!（奈良テレビ、月曜）- 2009年度